# 釜ヶ淵駅
釜ヶ淵駅（かまがふちえき）は富山県中新川郡立山町寺坪にある富山地方鉄道立山線の駅である。駅番号はT49。

## 歴史
- 1921年（大正10年）3月19日：開業。
- 1960年（昭和35年）7月25日：駅舎を改築[1]。
- 1969年（昭和44年）8月1日：貨物営業を廃止[2]。
- 1974年（昭和48年）：2面2線から1面1線に変更。
- 1997年（平成9年）8月1日：無人駅化[3]。
- 2010年（平成22年) 11月26日：パークアンドライド用無料駐車場完成式典(県補助金利用)[4]。
- 2021年（令和3年）3月3日：開通100周年を記念し駅構内にナツツバキの苗木を植樹[5][リンク切れ]。

## 駅構造
単式ホーム1面1線を持つ地上駅。木造駅舎が現存するが、駅員は配置されていない。かつては2面2線の相対式ホームで列車交換ができた。

## 利用状況
「富山県統計年鑑」と「統計たてやま」によると、2019年度の1日平均乗降人員は246人であった。
近年の1日平均乗降人員は以下の通り。
| 年度   | 1日平均 乗降人員 |
| ------ | ---------------- |
| 1997年 | 323              |
| 1998年 | 284              |
| 1999年 | 266              |
| 2000年 | 254              |
| 2001年 | 239              |
| 2002年 | 247              |
| 2003年 | 253              |
| 2004年 | 250              |
| 2005年 | 254              |
| 2006年 | 254              |
| 2007年 | 249              |
| 2008年 | 245              |
| 2009年 | 228              |
| 2010年 | 233              |
| 2011年 | 233              |
| 2012年 | 237              |
| 2013年 | 225              |
| 2014年 | 225              |
| 2015年 | 236              |
| 2016年 | 238              |
| 2017年 | 241              |
| 2018年 | 249              |
| 2019年 | 246              |
| 2020年 | 209              |
| 2021年 | 215              |
| 2022年 | 220              |
| 2023年 | 140              |

## 駅周辺
周辺は水田が多い。
- 釜ヶ淵保育所
- 立山町立釜ヶ渕小学校
- 釜ヶ淵郵便局

## 隣の駅
富山地方鉄道
■立山線
■アルペン特急・■特急
通過
■普通
下段駅 (T48) - 釜ヶ淵駅 (T49) - 沢中山駅 (T50)